# Ла-250
Ла-250 «Анаконда» — советский истребитель-перехватчик разработки ОКБ-301 Семена Лавочкина.

Все работы по нему были прекращены в 1959 году.

## История
Самолет проектировался согласно техническому заданию, выданному в 1954 году на дальний всепогодный одноместный перехватчик с чисто ракетным вооружением. Такое задание было чрезвычайно сложным для того периода.
Ла-250 представлял собой среднеплан традиционной компоновки с дельтовидным крылом стреловидностью 57° по передней кромке. Размеры самолёта были обусловлены большой продолжительностью полёта, и почти весь фюзеляж занимали топливные баки. Силовая установка включала два турбореактивных двигателя АЛ-7Ф. Воздухозаборники двигателей находились по бокам фюзеляжа, сечение которого было близко к постоянному.
Перехватчик вооружили двумя крупными управляемыми ракетами К-15 класса «воздух-воздух» на подкрыльевых пилонах. Основу системы вооружения составляла РЛС «Ураган».
Серийные перехватчики должны были быть одноместными, но С. А. Лавочкин настоял на постройке прототипов в двухместном варианте, вторым членом экипажа являлся испытатель-наблюдатель. Сборку первого прототипа Ла-250 завершили в июле 1956 года. 16 июля А. Г. Кочетков выполнил первый взлёт, почти сразу же возникли крен и раскачивание, которые лётчик не смог парировать. Произошла авария. Для изучения проблем устойчивости в ОКБ был создан первый в СССР электронный моделирующий стенд, на котором удалось отработать систему управления второго прототипа.
Второй опытный самолёт Ла-250А выполнил много успешных полетов, но возникли проблемы с пневматиками колес (они разрушались при посадке) и надёжностью силовой установки. Третий прототип отличался изменённой носовой частью фюзеляжа, наклоненной вниз на 6° для улучшения обзора из кабины в направлении вниз-вперёд. Второй и третий прототипы разбились при посадке 28 ноября 1957 года и 8 сентября 1958 года.
Лётные характеристики Ла-250 оказались для своего времени достаточно высокими, но программу закрыли в 1960 году, в год кончины С. А. Лавочкина. Самолёт Ла-250 оказался последним для ОКБ-301.
На сегодняшний день третий прототип находится в  в Центральном музее ВВС Монино.

## Лётно-технические характеристики

### Технические характеристики
- Экипаж: 2 человека
- Длина: 26,80 м
- Размах крыла: 13,90 м
- Высота: 6,50 м
- Площадь крыла: 80,00 м²
- Масса:
  - пустого: 18 988 кг
  - нормальная взлётная: 24 500 кг
  - максимальная взлётная: 27 500 кг
- топлива: 5200 кг
- Двигатели:
- Маршевый двигатель АЛ-7Ф
- тип двигателя: турбореактивный одноконтурный
- количество: 2
- максимальная тяга: 2 × 8950 кгс

### Лётные характеристики
- Максимальная скорость:
  - без подвешенных ракет: 1800 км/ч
  - с подвешенными ракетами: 1600 км/ч
- Практическая дальность: 2000 км
- Продолжительность патрулирования: 2,3 ч
- Практический потолок: 17 000 м

### Вооружение
- Точки подвески: 2
- Варианты подвески:
  - УР «воздух-воздух»:
    - ракеты «275» или «275А»
    - ракеты «277»
    - ракеты «279»